# Craterocephalus nouhuysi
Craterocephalus nouhuysi és una espècie de peix pertanyent a la família dels aterínids.

## Descripció
- Pot arribar a fer 10 cm de llargària màxima.
- 7-9 espines i 8-10 radis tous a l'aleta dorsal i 1 espina i 9-10 radis tous a l'anal.[6][7]

## Hàbitat
És un peix d'aigua dolça, bentopelàgic i de clima tropical (22 °C-24 °C; 4°S-8°S).

## Distribució geogràfica
Es troba al riu Lorentz (Irian Jaya) i les conques dels rius Fly i Strickland a Papua Nova Guinea.

## Observacions
És inofensiu per als humans.